# Conte di Darnley
Conte di Darnley è un titolo nobiliare inglese nella Parìa d'Irlanda.

## Storia
Il titolo venne creato tre volte nella storia, due volte nella Parìa di Scozia e una nella Parìa d'Irlanda.
La prima creazione nella parìa scozzese avvenne nel 1580 in favore di Esme Stewart, I conte di Lennox che venne creato contemporaneamente anche Duca di Lennox (vedi quest'ultima voce per ulteriori informazioni sulla contea). Il titolo di lord Darnley era appartenuto precedentemente a John Stewart, capo della casata degli Stewart di Darnley e primo Conte di Lennox (1488). La seconda creazione nella parìa di Scozia avvenne nel 1675 in favore di Charles Lennox, I duca di Richmond che venne creato nel contempo anche duca di Lennox (per ulteriori informazioni circa questa creazione vedi Duca di Richmond).
L'unica creazione nella Parìa d'Irlanda fu nel 1725 per John Bligh, I conte di Darnley, discendente da una importante famiglia del Devon poi insediatasi nella Contea di Meath, in Irlanda; questi era figlio di Thoms Bligh che era a sua volta figlio di John Bligh, di Plymouth, ricco mercante.
John Bligh, I conte di Darnley sposò Theodosia Hyde, X Baronessa Clifton (di Leighton Bromswold), pronipote di Lord George Stuart, figlio minore di Esmé Stewart, III duca di Lennox e III conte di Darnley (vedi Barone Clifton di Leighton Bromswold e Duca di Lennox per la storia di questi titoli). Rappresentò la costituente di Athboy nella camera dei comuni irlandese dal 1709 al 1721. Nel 1721 venne elevato nella parìa d'Irlanda come Barone Clifton di Rathmore, nella contea di Meath. Nel 1723 il titolo dei Darnley (che si era estinto con la morte di Charles Stewart, VI duca di Lennox e VI conte di Darnley nel 1672) venne ripristinato e pertanto quest'ultimo venne creato Visconte Darnley, di Athboy nella contea di Meath, nella parìa d'Irlanda. Nel 1725 Bligh venne onorato ulteriormente del titolo di Conte di Darnley, nella contea di Meath, sempre nella parìa irlandese. Questi venne succeduto dal suo figlio primogenito, il II conte, il quale era già succeduto alla madre nel 1722 come XI Barone Clifton di Leighton Bromswold nella Paria d'Inghilterra e servì come Lord of the Bedchamber di Federico, principe di Galles, ma morì senza figli all'età di 31 anni nel 1747.
Venne succeduto dal fratello minore, il III conte, il quale era già stato parlamentare per Athboy nella Camera dei Comuni irlandese e per Maidstone in quella inglese. Alla sua morte i titoli passarono al suo figlio primogenito, il IV conte. Nel 1828 egli presentò una richiesta come erede generale del ducato di Lennox, ma la Camera dei Lords non giunse ad una decisione in merito. Venne succeduto dal figlio secondogenito ma primo tra i sopravvissuti, il V conte, il quale venne eletto come membro del parlamento per Canterbury e servì come Lord Luogotenente della Contea di Meath. Alla sua morte di suo nipote, il VII conte (che a sua volta era succeduto ai titoli di suo padre nel 1896), la baronia di Clifford di Leighton Bromswold venne separata dagli altri titoli irlandesi e concessi alla figlia del conte, sua unica erede di soli dieci mesi, che divenne la diciassettesima titolata. Lord Darnley venne invece succeduto nei suoi titoli irlandesi dal fratello minore, l'VIII conte, noto cricketer che fu anche capitano del Marylebone Cricket Club, e parlamentare irlandese dal 1905 al 1927. Alla sua morte i titoli passarono al suo unico figlio, il IX conte, il quale nel 1937 venne succeduto dal suo cugino di primo grado.

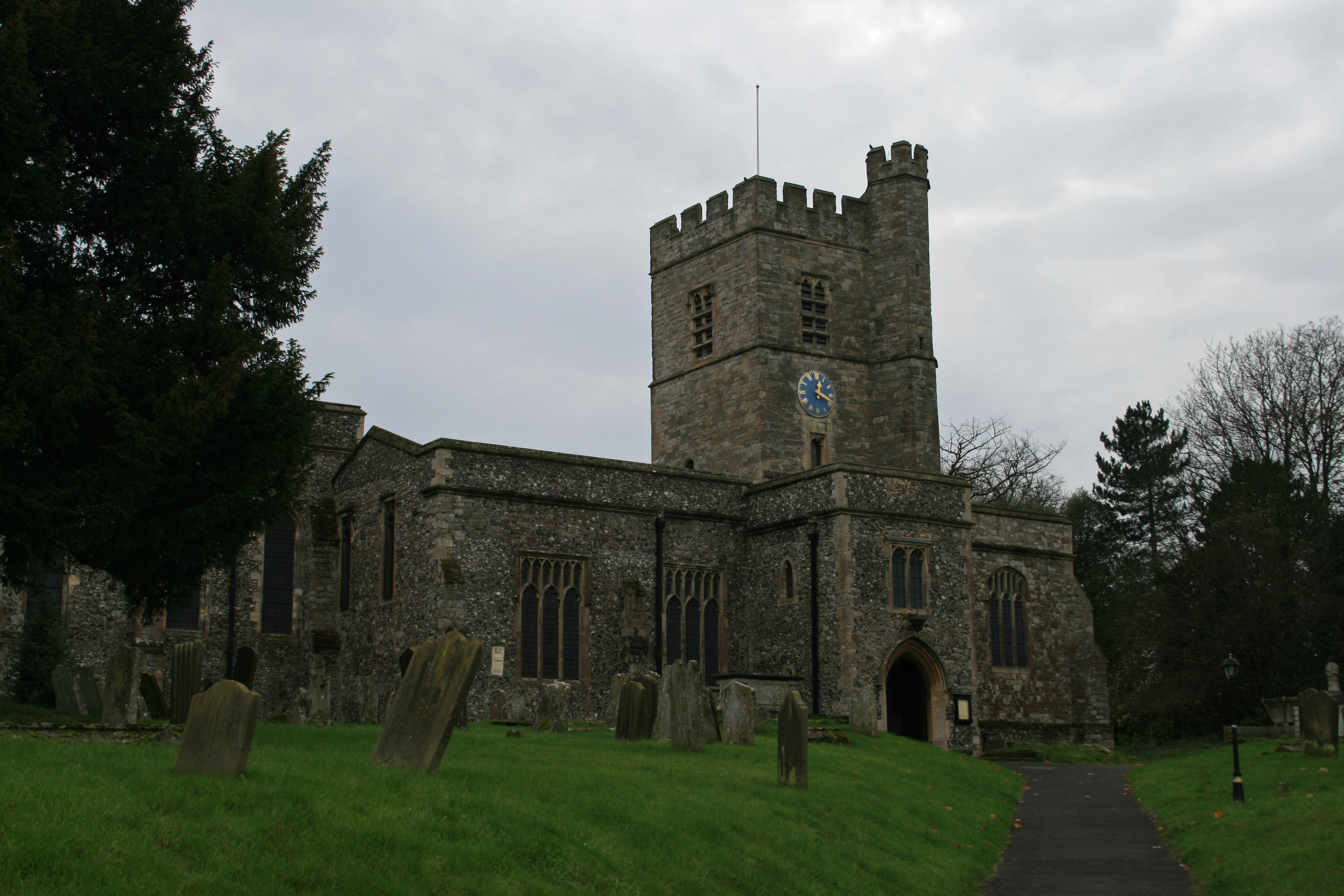
Chiesa collegiata di Cobham, nel Kent

La sede della famiglia è posta a Cobham Hall, presso Gravesend, nel Kent dove la famiglia possiede anche diverse proprietà storiche nel villaggio locale.

## Conti di Darnley (1581)
- vedi Duca di Lennox (creazione del 1581)

## Conti di Darnley (1675)
- vedi Duca di Richmond (creazione del 1675)

## Conti di Darnley (1725)
- John Bligh, I conte di Darnley (1687–1728), che sposò nel 1713, Lady Theodosia Hyde
- Edward Bligh, II conte di Darnley (1715–1747); figlio secondogenito del I conte
- John Bligh, III conte di Darnley (1719–1781); figlio terzogenito del I conte
- John Bligh, IV conte di Darnley (1767–1831); figlio primogenito del III conte
- Edward Bligh, V conte di Darnley (1795–1835); figlio secondogenito del IV conte
- John Stuart Bligh, VI conte di Darnley (1827–1896); figlio primogenito del V conte
- Edward Henry Stuart Bligh, VII conte di Darnley (1851–1900); figlio primogenito del VI conte
- Ivo Francis Walter Bligh, VIII conte di Darnley (1859–1927); figlio secondogenito del VI conte; sposò Florence Morphy - non succedette al fratello come Barone Clifton di Leighton Bromswold dal momento che il titolo passò a sua nipote
- Esme Ivo Bligh, IX conte di Darnley (1886–1955); figlio primogenito dell'VIII conte (succedette a suo cugina, la Baronessa Clifton di Leighton Bromswold, nel 1937)[1]
- Peter Stuart Bligh, X conte di Darnley (1915–1980); figlio primogenito del IX conte
- Adam Ivo Stuart Bligh, XI conte di Darnley (n. 1941); figlio secondogenito del IX conte e della sua terza moglie, fratellastro del X conte

L'erede apparente è l'unico figlio dell'attuale detentore del titolo, Ivo Donald Bligh, lord Clifton (n. 1968)